# 小行星1171
小行星1171（1171 Rusthawelia）是一颗围绕太阳公转的小行星。1930年10月3日，西維恩·阿蘭德在于克勒发现了此天体。
該小行星以喬治亞詩人紹塔·魯斯塔維里命名。
这颗小行星的绝对星等为288.47934等。